# Det svenska körundret
Det svenska körundret (The Swedish Choral Miracle) brukar kallas det svenska körväsendet då Sverige internationellt skördat stora framgångar och förhållandevis har många körsångare trots sin relativt lilla folkmängd.
Benämningen skapades av den amerikanske körforskaren Richard Sparks vid mitten av 1990-talet.
Det svenska körundret började växa fram under 1800-talet och har sin förankring i folkrörelserna. I studentstäder som Lund och Uppsala växte då fram flera studentmanskörer som fortfarande är aktiva. Även kyrkan har i många århundraden haft en stark ställning inom körsång och har det än idag. 
Sitt stora språng fick dock det svenska körväsendet efter andra världskrigets slut. Det var då som den svenske dirigenten Eric Ericson, även kallad "mannen bakom det svenska körundret", grundade Kammarkören och drygt fem år senare tog han över Radiokören och Orphei Drängar. Dessa tre körer utvecklades till internationellt stora körer och körväsendet spreds genom landet. 
Idag beräknas ungefär 600 000 svenskar varje vecka engagera sig i någon form av körverksamhet.